# Lista de eleições indiretas para presidência da França
O cargo de Presidente da República Francesa foi eleito indiretamente durante a Terceira República e a Quarta República, bem como no início da Quinta República .
Durante a Terceira República e a Quarta República, o titular do cargo foi eleito por votação conjunta da Câmara dos Deputados e do Senado. No início da Quinta República em 1958, a primeira eleição presidencial foi realizada usando um colégio eleitoral composto por membros do Parlamento francês, conselhos gerais, bem como assembleias ultramarinas, prefeitos, vice-prefeitos e vereadores. Desde então, a presidência foi eleita diretamente.

## Terceira República

### Eleição de 1873
A eleição de 1873 ocorreu em 24 de maio, após a renúncia do atual presidente Adolphe Thiers . No momento da votação, os monarquistas legitimistas e orleanistas detinham uma grande maioria no Parlamento sobre os republicanos e bonapartistas como resultado das eleições legislativas de 1871 .
| Candidato | Candidato                              | Partido      | Votos | Porcentagem |
| --------- | -------------------------------------- | ------------ | ----- | ----------- |
|           | Patrice de Mac-Mahon, duque de Magenta | Legitimistas | 390   | 99,74       |
|           | Jules Grévy                            | Republicano  | 1     | 0,16        |

### Eleição de 1879
| Candidato | Candidato     | Partido     | Votos | Porcentagem |
| --------- | ------------- | ----------- | ----- | ----------- |
|           | Jules Grévy   | Republicano | 563   | 84,03%      |
|           | Alfred Chanzy | Militares   | 99    | 14,78%      |
|           | Outros        | Diversos    | 8     | 1,19%       |

### Eleição de 1885
| Candidato | Candidato            | Partido              | Votos | Porcentagem |
| --------- | -------------------- | -------------------- | ----- | ----------- |
|           | Jules Grévy          | Republicano moderado | 457   | 79,34%      |
|           | Henri Brisson        | Radical              | 68    | 11,81%      |
|           | Charles de Freycinet | Republicano moderado | 14    | 2,43%       |
|           | Outros               | Outros               | 37    | 6,42%       |

### Eleição de 1887
| Candidato | Candidato                  | Partido              | Votos | Porcentagem |
| --------- | -------------------------- | -------------------- | ----- | ----------- |
|           | Marie François Sadi Carnot | Republicano moderado | 616   | 74,49       |
|           | Félix Gustave Saussier     | Militares            | 188   | 22,73       |

### Eleição de 1894
| Candidato | Candidato           | Partido              | Votos | Porcentagem |
| --------- | ------------------- | -------------------- | ----- | ----------- |
|           | Jean Casimir-Perier | Republicano moderado | 451   | 53,00%      |
|           | Henri Brisson       | Radical              | 195   | 22,91%      |
|           | Charles Dupuy       | Republicano moderado | 97    | 11,40%      |
|           | Victor Février      | Militares            | 53    | 6,23%       |
|           | Emmanuel Arago      | Republicano          | 27    | 3,17%       |
|           | Outras              | Outras               | 22    | 2,59%       |

### Eleição de 1895
| Candidato | Candidato               | Partido              | 1º Turno | Porcentagem | 2º Turno | Porcentagem |
| --------- | ----------------------- | -------------------- | -------- | ----------- | -------- | ----------- |
|           | Félix Faure             | Republicano moderado | 244      | 31,00%      | 430      | 53,75%      |
|           | Henri Brisson           | Radical              | 338      | 42,95%      | 361      | 45,13%      |
|           | Pierre Waldeck-Rousseau | Republicano moderado | 184      | 23,38%      |          |             |
|           | Outras                  | Outras               | 21       | 2,67%       |          | 1,13%       |

### Eleição de 1899
| Candidato | Candidato                               | Partido                         | Votos | Porcentagem |
| --------- | --------------------------------------- | ------------------------------- | ----- | ----------- |
|           | Émile Loubet                            | Aliança Democrática Republicana | 483   | 58,62%      |
|           | Jules Méline                            | Federação republicana           | 279   | 33,86%      |
|           | Jacques Marie Eugène Godefroy Cavaignac | Partido nacionalista            | 23    | 2,79%       |

### Eleição de 1906
| Candidato | Candidato        | Partido                         | Votos | Porcentagem |
| --------- | ---------------- | ------------------------------- | ----- | ----------- |
|           | Armand Fallières | Aliança Democrática Republicana | 449   | 52,89%      |
|           | Paul Doumer      | Partido Radical                 | 371   | 43,70%      |

### Eleição de 1913
| Candidato | Candidato        | Partido                         | 1º Turno | Porcentagem | 2º Turno | Porcentagem |
| --------- | ---------------- | ------------------------------- | -------- | ----------- | -------- | ----------- |
|           | Raymond Poincaré | Partido Republicano Democrático | 429      | 49,48%      | 483      | 56,23%      |
|           | Jules Pams       | Partido Radical                 | 327      | 37,72%      | 296      | 34,46%      |
|           | Édouard Vaillant | Socialista (SFIO)               | 63       | 7,27%       | 69       | 8,03%       |

### Eleição de janeiro de 1920
| Candidato | Candidato          | Partido                         | Votos | Porcentagem |
| --------- | ------------------ | ------------------------------- | ----- | ----------- |
|           | Paul Deschanel     | Partido Republicano Democrático | 734   | 82,66%      |
|           | Charles Jonnart    | Partido Republicano Democrático | 54    | 7,21%       |
|           | Georges Clemenceau | Partido Radical                 | 53    | 5,97%       |

### Eleição de setembro de 1920
| Candidato | Candidato           | Festa                       | Votos | Porcentagem |
| --------- | ------------------- | --------------------------- | ----- | ----------- |
|           | Alexandre Millerand | Centro-direita independente | 695   | 88,92%      |
|           | Gustave Delory      | Socialista (SFIO)           | 695   | 8,78%       |
|           | Outras              | Outras                      | 22    | 2,80%       |

### Eleição de 1924
| Candidato | Candidato          | Partido                        | Votos | Porcentagem |
| --------- | ------------------ | ------------------------------ | ----- | ----------- |
|           | Gaston Doumergue   | Partido Radical                | 515   | 59,88%      |
|           | Paul Painlevé      | Partido Republicano Socialista | 309   | 35,93%      |
|           | Zéphyrin Camélinat | partido Comunista              | 21    | 2,44%       |
|           | Outras             | Outras                         | 8     | 0,87%       |

### Eleição de 1931
| Candidato | Candidato       | Festa                 | 1º Turno | Porcentagem | 2º Turno | Porcentagem |
| --------- | --------------- | --------------------- | -------- | ----------- | -------- | ----------- |
|           | Paul Doumer     | Independente          | 442      | 49,06%      | 504      | 56,44%      |
|           | Pierre Marraud  | Esquerda              |          |             | 334      | 37,40%      |
|           | Aristide Briand | Socialista (SFIO)     | 401      | 44,51%      | 12       | 1,34%       |
|           | Marcel Cachin   | Comunista             | 10       | 1,11%       | 11       | 1,23%       |
|           | Jean Hennessy   | Federação republicana | 15       | 1,66%       |          |             |
|           | Outras          | Outras                | 27       | 3,22%       | 11       | 1,01%       |

### Eleição de 1932
| Candidato | Candidato              | Partido                        | Votos | Porcentagem |
| --------- | ---------------------- | ------------------------------ | ----- | ----------- |
|           | Albert François Lebrun | Aliança Democrática            | 633   | 81,47%      |
|           | Paul Faure             | Socialista (SFIO)              | 114   | 14,67%      |
|           | Paul Painlevé          | Partido Republicano Socialista | 12    | 1,54%       |
|           | Marcel Cachin          | Comunista                      | 8     | 1,03%       |
|           | Outras                 | Outras                         | 10    | 1,29%       |

### Eleição de 1939
| Candidato | Candidato        | Festa                          | Votos | Porcentagem |
| --------- | ---------------- | ------------------------------ | ----- | ----------- |
|           | Albert Lebrun    | Aliança Democrática            | 506   | 55,60%      |
|           | Albert Bedouce   | Socialista (SFIO)              | 151   | 16,59%      |
|           | Marcel Cachin    | Comunista                      | 74    | 8,13%       |
|           | Édouard Herriot  | Partido Radical                | 74    | 5,82%       |
|           | Justin Godart    | Esquerda Democrática           | 50    | 5,49%       |
|           | Fernand Bouisson | Partido Republicano Socialista | 16    | 1,76%       |
|           | François Piétri  | Federação republicana          | 10    | 1,76%       |
|           | Outras           | Outras                         | 44    | 4,84%       |

## Quarta República

### Eleição de 1947
| Candidato | Candidato                   | Partido | Votos | Porcentagem |
| --------- | --------------------------- | ------- | ----- | ----------- |
|           | Vincent Auriol              | SFIO    | 452   | 51,19%      |
|           | Auguste Champetier de Ribes | MRP     | 242   | 27,41%      |
|           | Jules Gasser                | Radical | 122   | 13,82%      |
|           | Michel Clemenceau           | PRL     | 60    | 6,80%       |

### Eleição de 1953
| Candidato | Candidato              | Partido | 1º Turno | 1º Turno | 2º Turno | 2º Turno | 3º Turno | 3º Turno | 4º Turno | 4º Turno | 5º Turno | 5º Turno | 6º Turno | 6º Turno | 7º Turno | 7º Turno | 8º Turno | 8º Turno | 9º Turno | 9º Turno | 10º Turno | 10º Turno | 11º Turno | 11º Turno | 12º Turno | 12º Turno | 13º Turno | 13º Turno |
| Candidato | Candidato              | Partido | Votos    | %        | Votos    | %        | Votos    | %        | Votos    | %        | Votos    | %        | Votos    | %        | Votos    | %        | Votos    | %        | Votos    | %        | Votos     | %         | Votos     | %         | Votos     | %         | Votos     | %         |
| --------- | ---------------------- | ------- | -------- | -------- | -------- | -------- | -------- | -------- | -------- | -------- | -------- | -------- | -------- | -------- | -------- | -------- | -------- | -------- | -------- | -------- | --------- | --------- | --------- | --------- | --------- | --------- | --------- | --------- |
|           | Marcel-Edmond Naegelen | SFIO    | 160      | 17.24    | 299      | 32.57    | 313      | 33.95    | 344      | 37.47    | 312      | 33.88    | 306      | 33.81    | 303      | 33.33    | 381      | 41.91    | 365      | 40.15    | 358       | 41.29     | 372       | 42.27     | 333       | 37.76     | 329       | 37.77     |
|           | Joseph Laniel          | CNIP    | 155      | 16.70    | 276      | 30.07    | 358      | 38.83    | 408      | 44.44    | 374      | 40.61    | 397      | 43.87    | 407      | 44.47    | 430      | 47.30    | 413      | 45.43    | 392       | 45.21     | –         | –         | –         | –         | –         | –         |
|           | Georges Bidault        | MRP     | 131      | 14.12    | 143      | 15.58    | –        | –        | –        | –        | –        | –        | –        | –        | –        | –        | –        | –        | –        | –        | –         | –         | –         | –         | –         | –         | –         | –         |
|           | Yvon Delbos            | Radical | 129      | 13.90    | 180      | 19.60    | 225      | 24.40    | 42       | 4.58     | –        | –        | –        | –        | –        | –        | –        | –        | –        | –        | –         | –         | –         | –         | –         | –         | –         | –         |
|           | Paul-Jacques Kalb      | RPF     | 114      | 12.28    | –        | –        | –        | –        | –        | –        | –        | –        | –        | –        | –        | –        | –        | –        | –        | –        | –         | –         | –         | –         | –         | –         | –         | –         |
|           | Marcel Cachin          | PCF     | 113      | 12.18    | –        | –        | –        | –        | –        | –        | –        | –        | –        | –        | –        | –        | –        | –        | –        | –        | –         | –         | –         | –         | –         | –         | –         | –         |
|           | Jacques Fourcade       | CNIP    | 62       | 6.68     | –        | –        | –        | –        | –        | –        | –        | –        | –        | –        | –        | –        | –        | –        | –        | –        | –         | –         | –         | –         | –         | –         | –         | –         |
|           | Jean Medecin           | RI      | 54       | 5.52     | –        | –        | –        | –        | 45       | 4.90     | 197      | 22.31    | 171      | 18.90    | 156      | 17.16    | –        | –        | –        | –        | –         | –         | –         | –         | –         | –         | –         | –         |
|           | André Cornu            | Radical | –        | –        | –        | –        | –        | –        | 35       | 3.81     | –        | –        | –        | –        | –        | –        | –        | –        | –        | –        | –         | –         | –         | –         | –         | –         | –         | –         |
|           | Antoine Pinay          | CNIP    | –        | –        | –        | –        | –        | –        | –        | –        | –        | –        | –        | –        | –        | –        | –        | –        | 25       | 2.75     | –         | –         | –         | –         | –         | –         | –         | –         |
|           | Louis Jacquinot        | CNIP    | –        | –        | –        | –        | –        | –        | –        | –        | –        | –        | –        | –        | –        | –        | 14       | 1.54     | –        | –        | –         | –         | 338       | 38.4      | 26        | 2.95      | 21        | 2.41      |
|           | Pierre Montel          | CNIP    | –        | –        | –        | –        | –        | –        | –        | –        | –        | –        | –        | –        | –        | –        | –        | –        | 103      | 11.33    | 84        | 9.69      | –         | –         | –         | –         | –         | –         |
|           | René Coty              | CNIP    | –        | –        | –        | –        | –        | –        | –        | –        | –        | –        | –        | –        | –        | –        | –        | –        | –        | –        | –         | –         | 71        | 8.07      | 431       | 48.87     | 477       | 54.76     |
|           | Others                 | Others  | 10       | 1.08     | 20       | 2.18     | 26       | 2.82     | 44       | 4.79     | 38       | 4.13     | 31       | 3.43     | 43       | 4.73     | 53       | 5.83     | 28       | 3.08     | 33        | 3.81      | 99        | 11.25     | 92        | 10.43     | 44        | 5.05      |

## Quinta república

### Eleição de 1958
A eleição de 1958 foi a primeira da Quinta República Francesa e ocorreu em 21 de dezembro. Foi a única eleição presidencial francesa pelo colégio eleitoral (reunindo os membros do Parlamento francês, os Conseils Généraux, as assembleias ultramarinas e dezenas de milhares de prefeitos, vice-prefeitos e vereadores). Para vencer, o candidato deveria receber 50% dos votos. Este sistema foi usado apenas para esta eleição, e foi alterado no referendo de 1962 a tempo da eleição presidencial de 1965.Predefinição:French presidential election, 1958
| Candidato | Candidato         | Partido                       | Votos | Porcentagem |
| --------- | ----------------- | ----------------------------- | ----- | ----------- |
|           | Charles de Gaulle | União para a Nova República   | 62394 | 78.51%      |
|           | Georges Marrane   | Partido Comunista Francês     | 10355 | 13.03%      |
|           | Albert Châtelet   | União das Forças Democrâticas | 6721  | 8.46%       |